# Фортунато, Джустино
Джустино Фортунато (ит.Giustino Fortunato, 4 сентября 1848 — 23 июля 1932) — итальянский историк и политик

## Биография
Джустино Фортунато родился в Рионеро-ин-Вультуре (Базиликата) в буржуазной семье. Его дядя был премьер-министром Королевства Обеих Сицилий с 1849 по 1852. Фортунато учился в Иезуитском колледже, а затем изучал право в университете в Неаполе. После этого он основал журналы «Unità Nazionale» и «Patria». В мае 1880 он был избран в палату депутатов Италии.
Фортунато, наряду с другими политиками Паскуале Виллари, Франческо Саверио Нитти, Гаэтано Сальвемини сформировали группу социально-политический мыслителей «южане» (итал. meridionalisti), для того, чтобы решить экономические проблемы юга Италии после объединения. Фортунато и другие политики утверждали, что экономическая политика центрального правительства нового государства дискриминирует интересы Южной по сравнению с Северной.
В свои последние годы он уехал из родной страны из-за непонимания своих сограждан и двух инцидентов, которые показали неблагодарность людей, когда он подвергся нападению со стороны фермера в Рионеро, который обвинил его в том, что поддерживал войну. Фортунато скончался в Неаполе в возрасте 83 лет.

## Работы
- Ricordi di Napoli, Milano, Treves, (1874).
- I Napoletani del 1799, Firenze, G. Barbèra, (1884).
- Santa Maria di Vitalba, Trani, V. Vecchi, (1898).
- Rionero medievale, Trani, V. Vecchi, (1899).
- Notizie storiche della Valle di Vitalba, 6 voll., Trani, V. Vecchi, (1898—1904).
- Il Mezzogiorno e lo Stato italiano. Discorsi politici, 1880—1910, 2 voll., Bari, Laterza, (1911).
- Pagine e ricordi parlamentari, I, Bari, Laterza, 1920; II, Firenze, A. Vallecchi, (1927).
- Riccardo da Venosa e il suo tempo, Trani, Vecchi e C., (1918).
- Rileggendo Orazio, in «Nuova Antologia», (1924).
- Le strade ferrate dell’Ofanto, 1880-97, Firenze, Vallecchi, (1927).
- Carteggio tra Giustino Fortunato e Umberto Zanotti-Bianco, Roma, Collezione meridionale editrice, (1972).
- Carteggio, Roma-Bari, Laterza, (1978—1981).
- Giustino Fortunato e il Senato. Carteggio, 1909—1930, Soveria Mannelli, Rubbettino, (2003).

## Награды
- Орден Святых Маврикия и Лазаря, Командор, 1891[3]